# 7 Sinais
7 Sinais é um álbum de estúdio, sendo o décimo de Almir Sater, músico brasileiro. O disco trouxe um repertório diversificado, tendo a participação especial de Dominguinhos e Luiz Carlos Borges. Foi lançado no início de 2007 pela gravadora Velas.

## Faixas
| #  | Título                   | Duração |
| -- | ------------------------ | ------- |
| 1  | "No Rastro da Lua Cheia" | 3:22    |
| 2  | "Maneira Simples"        | 3:46    |
| 3  | "Serra de Maracajú"      | 4:00    |
| 4  | "Planície de Prata"      | 3:35    |
| 5  | "7 Sinais"               | 3:53    |
| 6  | "Pitiguyri"              | 2:09    |
| 7  | "Horizontes"             | 3:19    |
| 8  | "Lua Nova"               | 4:03    |
| 9  | "Cubanita"               | 4:26    |
| 10 | "Três Toque na Madeira"  | 3:12    |